# Rutilus aula
Rutilus aula là một loài cá vây tia thuộc họ Cyprinidae.
Loài này có ở Croatia, Ý, Slovenia, và Thụy Sĩ.
Môi trường sống tự nhiên của chúng là sông ngòi và hồ nước ngọt.

## Hình ảnh

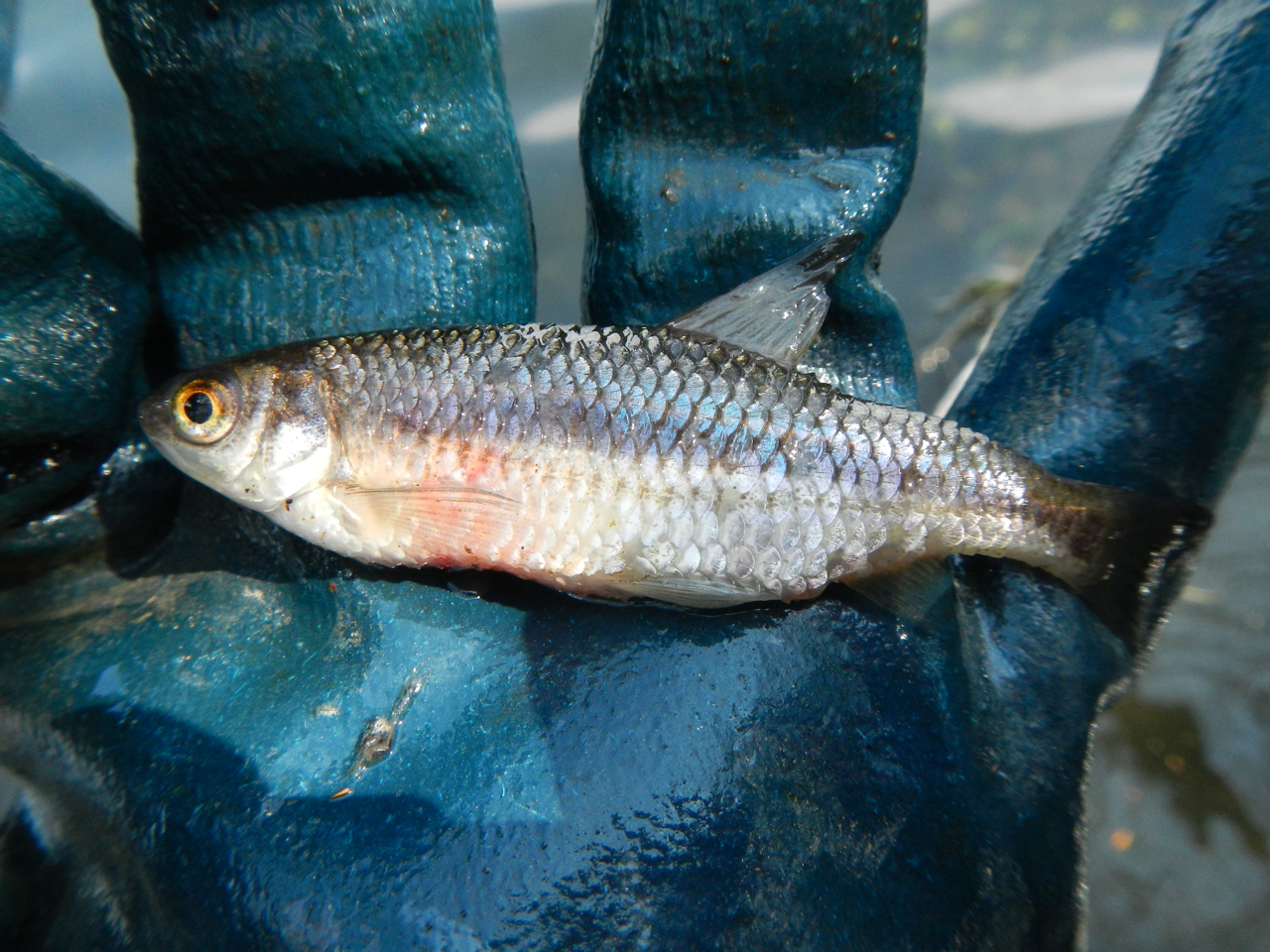